# Lars Ekborg
Lars Ekborg, né à Uppsala le 6 juin 1926 et mort le 7 octobre 1969 à Ängelholm, est un acteur suédois.

## Filmographie
- 1951 : Poker de Gösta Bernhard
- 1953 : Un été avec Monika d'Ingmar Bergman
- 1965 : Att angöra en brygga
- 1969 : Duo pour cannibales (Duett för kannibaler) de Susan Sontag : Arthur Bauer